# 마르완 1세

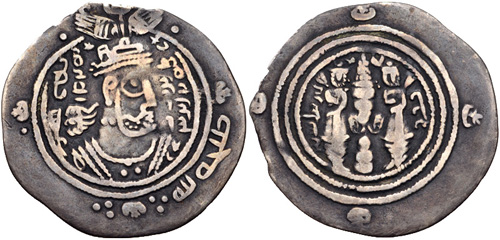

마르완 1세(Abū ʿAbd al-Malik Marwān ibn al-Ḥakam ibn Abiʾl-ʿAs ibn Umayya ibn ʿAbd Shams, مروان بن الحكم بن أبي العاص بن أمية), Marwan I, ca. 623–626년 — 685년 4월/5월)는 우마이야 왕조의 제4대 칼리프였으며, 684–685년 중 1년 미만을 통치했으며 750년까지 권력을 유지한 마르완 왕조의 건립자이다. 마르완은 이슬람교의 선지자 무함마드를 알았으므로 사하비로 간주된다. 칼리프 우스만 이븐 아판(r. 644–656)의 비서이자 오른팔로 역임했으며 반역 포위 작전 중 그의 왕가를 방위하는 일에 참여했다. 그럼에도 불구하고 우스만은 반역자들에게 살해당했으며 마르완은 656년 카멜 전투에서 과실을 이유로 탈라 이븐 우바이드 알라를 죽이게 되었다. 뒤이어 그는 칼리프 알리 이븐 아비 탈리브(r. 656–661)에 충성했으며 나중에 우마이야 왕조의 건립자 칼리프 무아위야 1세(r. 661–680)의 메디나의 총독으로 일했다.
685년에 62세의 나이로 사망하여 아브드 알마리크가 이어받았다.

## 참고 문헌
- Ahmed, Asad Q. (2010). 《The Religious Elite of the Early Islamic Ḥijāz: Five Prosopographical Case Studies》. University of Oxford Linacre College Unit for Prosopographical Research.
- Bosworth, C.E. (1991). 〈Marwān I b. al-Ḥakam〉.   Bosworth, C. E.; van Donzel, E.; Pellat, Ch. 《The Encyclopaedia of Islam, New Edition, Volume VI: Mahk–Mid》. Leiden: E. J. Brill. 621–623쪽. ISBN 90-04-08112-7.
- Cobb, Paul M. (2001). 《White Banners: Contention in 'Abbasid Syria, 750-880》. SUNY Press. ISBN 9780791448809.
- Donner, Fred (2014). 〈Was Marwan ibn al-Hakam the First “Real” Muslim〉.   Savant, Sarah Bowen; de Felipe, Helena. 《Genealogy and Knowledge in Muslim Societies: Understanding the Past》. Edinburgh University Press. ISBN 978-0-7486-4497-1.
- Kennedy, Hugh N. (2004). 《The Prophet and the Age of the Caliphates: The Islamic Near East from the 6th to the 11th Century》 Seco판. Harlow: Pearson Education Limited. ISBN 0-582-40525-4.
- Rihan, Mohammad (2014). 《The Politics and Culture of an Umayyad Tribe: Conflict and Factionalism in the Early Islamic Period》. London: I. B. Tauris and Company Limited.